# Scotomanes ornatus
Scotomanes ornatus е вид прилеп от семейство Гладконоси прилепи (Vespertilionidae). Видът не е застрашен от изчезване.

## Разпространение
Разпространен е в Бангладеш, Виетнам, Индия, Китай, Лаос, Мианмар, Непал и Тайланд.